# Maranello
Maranello – miejscowość i gmina we Włoszech, w regionie Emilia-Romania, w prowincji Modena.
Według danych na rok 2004 gminę zamieszkiwało 15 875 osób, 496,1 os./km².
Maranello jest siedzibą producentów ekskluzywnych samochodów sportowych firmy Ferrari.